# 829 (číslo)
Osm set dvacet devět je přirozené číslo, které následuje po čísle osm set dvacet osm a předchází číslu osm set třicet. Římskými číslicemi se zapisuje DCCCXXIX.

## Matematika
829 je:
- Prvočíslo
- Nešťastné číslo
- Nepříznivé číslo

## Astronomie
- (829) Academia je planetka hlavního pásu, kterou objevil v roce 1916 Grigory Neujmin

## Roky
- 829
- 829 př. n. l.